# دیو توماس (هنرپیشه)
دیو توماس (انگلیسی: Dave Thomas؛ زادهٔ ۲۰ مهٔ ۱۹۴۹) یک هنرپیشه، کمدین، نویسنده تلویزیونی اهل کانادا است. وی از سال ۱۹۷۴ میلادی تاکنون مشغول فعالیت بوده‌است.

## بخشی از فیلمشناسی
از فیلم‌ها یا برنامه‌های تلویزیونی که وی در آن نقش داشته است می‌توان به آثار زیر اشاره کرد.
- تلویزیون شهر دوم (۱۹۷۶–۸۲)
- عشق در خطر (۱۹۸۷)
- کارشناسان (فیلم ۱۹۸۹) - کارگردان (۱۹۸۹)
- سر مخروطی‌ها (۱۹۹۳)
- سیمپسون‌ها (۱۹۹۷، ۲۰۰۶)
- پی‌پی جوراب‌بلنده (فیلم ۱۹۹۷) (۱۹۹۷)
- پادشاه تپه (۱۹۹۹)
- سگ‌دو (فیلم ۲۰۰۱) (۲۰۰۱)
- بتهوون شماره ۵ (فیلم) (۲۰۰۳)
- برادر خرس (۲۰۰۳)
- اشراف (فیلم) (۲۰۰۵)
- پرورش شکست‌خورده (مجموعه تلویزیونی) (۲۰۰۵)
- برادر خرس ۲ (۲۰۰۶)
- علف (مجموعه تلویزیونی) (۲۰۰۶)
- ادراک (مجموعه تلویزیونی) (۲۰۱۲)
- استخوان‌ها (مجموعه تلویزیونی) (۲۰۱۳)
- آشنایی با مادر (۲۰۱۳)
- شکارچی جایزه‌بگیر (۲۰۱۳)
- لیست سیاه (مجموعه تلویزیونی) (۲۰۱۵)